# Bałaguła
Bałaguła – w okresie I Rzeczypospolitej oraz w okresie rozbiorowym, furmani żydowscy na kresach posiadający bryki z budami, trudniący się przewozem podróżnych na dłuższe dystanse.

## Kultura żydowska
Pojazdy pozostające w dyspozycji bałagułów były stosunkowo wygodne, m.in. miały oświetlenie świecowe, co umożliwiało lekturę w czasie jazdy. Bryki bałagułów około połowy XIX wieku ustąpiły importowanym z Węgier najtyczankom.
Poszerzone pole semantyczne wyrazu oznaczało w Stanisławowie człowieka zaniedbanego, a na Wołyniu i Podolu – zniszczony, wyrobiony wóz.

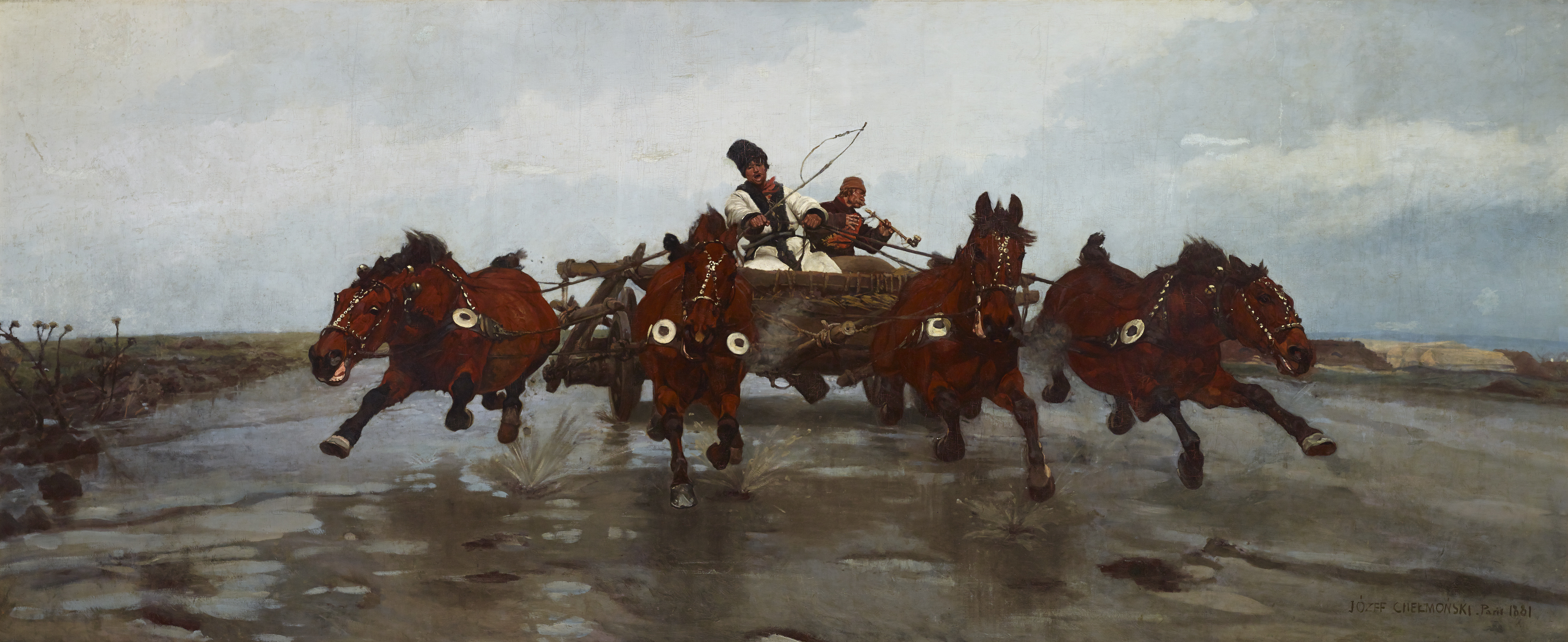
Zaprzęg bałagulski na obrazie Józefa Chełmońskiego - Czwórka (1881)

Na Huculszczyźnie zajęcie to było de facto zarezerwowane dla Żydów i otoczone szacunkiem. Stanisław Vincenz tak opisywał zawód:
- bałaguła to znaczy nieco uroczyście: mistrz konia, bardziej nowocześnie: furman od szkapy. Dla oderwanych od regionu bałaguła oznacza niestety powolnego niedołęgę, a „bałagulić” – zwlekać bez końca. W naszym kraju właścicielami, a jednocześnie woźnicami są Żydkowie kuccy, kosowscy, telatyńscy, a nawet kołomyjscy, przez całe życie, ba, przez kilka pokoleń poświęcający się zadaniom komunikacyjnym,
- bałaguła żydowski nie tylko chętnie przyjmie kogokolwiek i gdziekolwiek na swój trzeszczący wóz. Nie tylko poczeka na każdego godzinkę, dwie, i jeszcze do południa, i jeszcze do przedwieczerza. Od każdego przyjmie list, pieniądze, przyjmie pakunek ciężki, od każdego przyjmie pieniądze do wręczenia po drodze[3].

Eugeniusz Czaplejewicz wskazał, że bałaguła u Vincenza stanowi kwintesencję kresowej różnorodności (żydowscy usługodawcy porozumiewają się bez większych problemów wieloma językami, są otwarci na podróżnych i ich potrzeby oraz wady, a także chętnie świadczą różnorakie przysługi mieszkańcom mijanych wiosek). Jerzy Ficowski w wierszu Do Jeruszalaim zawarł następujący ustęp: a w berdyczowie rejwach / karczma bałaguła / i pogromy i świece / zapalane gwiazdą. Według językoznawczyni, Pauliny Czwordon, zawiera on hipnotyczną nieomal enumerację kumulującą przejawy żydowskiego folkloru. Ficowski w wierszu Co jest przenosi właściwości bałaguły w materię czasu, który staje się w wyniku tego wyjątkowo powolny, niemniej ma możliwość zabrania z sobą wszystkich: W szabes / czas bałaguła / złazi z kozła.
Klemens Junosza w Donkiszocie żydowskim tak opisuje oszustwa woźniców: bałaguła tymczasem wyzyskiwał swych pasażerów, a spekulacya jaką na nich urządzał była dość oryginalna. Gdy przybyli do jakiego miasteczka, natychmiast udawał się do rabina i przedstawiwszy mu rozpaczliwe położenie nieszczęśliwej kobiety, otrzymywał od niego pozwolenie zbierania na jej rzecz składek. Żydzi powiadają o sobie że są „rachmonisbni rachmonis”, to jest „miłosierni synowie miłosiernych”, składali więc groszaki na rzecz nieszczęsnej „aguny” i te ma się rozumieć tonęły w kieszeni bałaguły.

## Polska kultura szlachecka
Według Iwony Węgrzyn, bałagułą niekoniecznie musiał być Żyd, ale też młody szlachcic z Wołynia, żyjący w środowisku kolegów-utracjuszy (myśliwych, karciarzy i birbantów, trudniących się również końskim handlem). Nazywani byli oni też skórkowymi, czy baragołami. Nie nosili strojów szlacheckich, lecz chłopskie koszule i kozackie szarawary. Odrzucali dobre wychowanie i popisywali się swoją tężyzną fizyczną. Spędzali też nietypowo czas na ucztach „kozackich”, konnych wyścigach nago, czy samotnych polowaniach na wilki.
W tym znaczeniu postacie bałagułów zainspirowały Honoriusza Balzaka, który odwiedził Berdyczów. Ich rysów można się dopatrywać w portrecie prowincjonalnych chevaliers de la Déœuvrance w opowiadaniu La Rabouilleuse (pol. Kawalerskie gospodarstwo) z 1842.